# Il provinciale
Pour plus de détails, voir Fiche technique et Distribution.
Il provinciale est une comédie italienne réalisée par Luciano Salce et sortie en 1971.

## Synopsis
Giovanni, 22 ans, quitte la province pour s'installer à Rome afin d'occuper un poste de journaliste, mais il est déçu car aucun journal ne souhaite l'embaucher. Giovanni s'adapte en travaillant comme pompiste et mécanicien. Un jour, alors qu'il marche dans la rue, il est renversé par une voiture de luxe dont sort Giulia, une belle jeune fille très élégante qui le recueille et avec qui une histoire d'amour va bientôt commencer. Giovanni, naïf et inexpérimenté, n'a toujours pas compris, après un mois de fréquentation, en quoi consiste le travail de la jeune fille. Celle-ci, sincèrement amoureuse de Giovanni, lui explique qu'elle est une call-girl, ce qu'elle n'a jamais caché. Elle essaie de changer de vie pour le bien de leur relation, mais la difficulté de trouver du travail et les difficultés financières lui rendent la vie difficile. Lorsqu'une jeune et belle fille, Silvana, avec qui il semble avoir une bonne amitié, entre dans la vie de Giovanni, Giulia décide de partir à l'insu de tous pour laisser Giovanni libre de faire sa vie avec une fille convenable et lui permettre de reprendre son ancienne vie ailleurs.

## Fiche technique
- Titre original italien : Il provinciale[1],[2],[3] (litt. « Le provincial »)
- Réalisation : Luciano Salce
- Scénario : Alberto Silvestri (it), Franco Verucci
- Photographie : Roberto Gerardi
- Montage : Sergio Montanari
- Musique : Piero Pintucci (it)
- Décors :  Dario Micheli (it),  Giantito Burchiellaro (it)
- Production : Mario Cecchi Gori
- Société de production : Fair Film
- Pays de production :  Italie
- Langue originale : italien
- Format : couleurs - 2,35:1
- Genre : comédie
- Durée : 107 minutes
- Dates de sortie : 
  - Italie : 27 août 1971 (Milan)

## Distribution
- Gianni Morandi : Giovanni di Giacomo
- Maria Grazia Buccella : Giulia
- Sergio Leonardi (it) : Sergio
- Tery Hare (it) : Silvana
- Franco Fabrizi : Colombo, un client de Giulia
- Renzo Marignano (it) : client de Giulia
- Corrado Olmi : propriétaire du distributeur
- Gastone Pescucci (it) : journaliste
- Ennio Antonelli : infirmier
- Giuseppe Anatrelli : propriétaire de la concession
- Jimmy il Fenomeno : attaché de presse
- Enzo Guarini (it)
- Mauro Vestri (it)
- Aristide Caporali (it)